# Woiwodschaft Sandomir

Die Woiwodschaft Sandomir (rot) im Königreich Polen-Litauen

Die Woiwodschaft Sandomir (polnisch Województwo sandomierskie) war eine Verwaltungseinheit in der Kleinpolnischen Provinz als Teil des Königreiches Polen beziehungsweise Polen-Litauens. Sie bestand vom 14. Jahrhundert bis 1795. Sitz des Woiwoden war die Stadt Sandomir. Die Sejm-Abgeordneten trafen sich regelmäßig in Nowy Korczyn zu einem Generalsejmik. Sie hatte eine Fläche von 25.790 km². Im Jahr 1474 wurde die Woiwodschaft Lublin aus der Woiwodschaft Sandomir ausgegliedert.
Im frühen 16. Jahrhundert gab es 80 Städte, später am Ende des Jahrhunderts 108. Davon befanden sich 21 im Besitz des Königs, 24 im Besitz des Klerus, 63 in Privatbesitz. Die größte Stadt mit etwa 3500 Einwohnern war Sandomir, gefolgt von Zwoleń, Połaniec, Chęciny, Tarnów mit je etwa 2500 Einwohnern, weiter Radom, Kozienice, Szydłów, Nowy Korczyn, Pińczów mit je etwa 1500 Einwohnern, insgesamt 30 Städte mit über 1000 Einwohnern. Im 16. Jahrhundert gab es außerdem 2951 Dörfer, davon verzeichneten 212 Dörfer jeweils mehr als 200 Einwohner.
Die Mehrheit der Einwohner gehörte der römisch-katholischen Kirche an. Um das Jahr 1600 gab es etwa 380 Pfarreien, davon hatten 100 ihren Sitz in einer Stadt, die Mehrheit gehörte zum Bistum Krakau, während ein nordwestliche Teil der Woiwodschaft bis zum Fluss Pilica zum Erzbistum Gniezno gehörte. Um die Jahrhundertwende des 17. Jahrhunderts bestanden außerdem etwa 97 protestantische Gemeinden (helvetische und der Polnischen Brüder); darunter 25 im Kreis Wiślica, 18 im Kreis Sandomir, die berühmteste war die von Protestanten gegründete Stadt Raków. Außerdem gab es vier orthodoxen Kirchen in einer ruthenischen Sprachinsel der Zamieszańcy nördlich von Krosno (Bonarówka, Krosna, Oparówka, Węglówka).
Im Zuge der Ersten polnischen Teilung 1772 ging der südliche Teil des Gebietes ohne Sandomir an Österreich und wurde in das neu geformte Kronland Galizien und Lodomerien integriert. Später folgten Sandomir und der restliche Teil des Gebietes in der Dritten polnischen Teilung.
Die Woiwodschaft wurde in sieben Kreise getrennt: Sandomir, Radom, Wiślica, Pilzno, Chęcin, Opoczno und Stężyca.